# 福添隆二
福添 隆二（ふくぞえ たかじ）は、日本の造園系公務員。

## 来歴
奈良県土木部計画課から、経済企画庁・国土庁・沖縄開発庁で勤務。その後建設省九州地方建設局・中部地方建設局・東北地方建設局 に在籍。
海洋博覧会記念公園調整官 を経て、建設省都市局公園緑地課課長補佐、続いて住宅・都市整備公団公園緑地部公園建設課長 と中央官庁・公団の公園関係部署を歴任。
福島県都市計画課長（1992年より土木部参事を兼任） を経て、1993年建設省退官。
退官後は都市緑化技術開発機構参事 や同企画部長を務めた後、1996年11月に緑の風景計画代表取締役会長に就任。
登録ランドスケープアーキテクト、技術士建設部門（都市及び地方計画）、土地区画整理士、測量士の資格を有する。
2009年、第31回日本公園緑地協会北村賞受賞。2014年春の叙勲で瑞宝双光章を受章。